# Municipio de Medford (Kansas)
El municipio de Medford (en inglés: Medford Township) es un municipio ubicado en el condado de Reno en el estado estadounidense de Kansas. En el año 2010 tenía una población de 154 habitantes y una densidad poblacional de 1,86 personas por km².

## Geografía
El municipio de Medford se encuentra ubicado en las coordenadas 38°7′21″N 98°12′24″O / 38.12250, -98.20667. Según la Oficina del Censo de los Estados Unidos, el municipio tiene una superficie total de 82.81 km², de la cual 82,71 km² corresponden a tierra firme y (0,12 %) 0,1 km² es agua.

## Demografía
Según el censo de 2010, había 154 personas residiendo en el municipio de Medford. La densidad de población era de 1,86 hab./km². De los 154 habitantes, el municipio de Medford estaba compuesto por el 96,1 % blancos, el 0,65 % eran afroamericanos, el 0,65 % eran de otras razas y el 2,6 % eran de una mezcla de razas. Del total de la población el 2,6 % eran hispanos o latinos de cualquier raza.